# Рипа, Келли
Ке́лли Мари́я Ри́па (англ. Kelly Maria Ripa; род. 2 октября 1970, Стратфорд, Нью-Джерси) — американская телеведущая, актриса, продюсер и комедиантка.

## Карьера
Она является ведущей популярного телешоу Live! with Kelly and Michael (2001 — наст. время), за которое она получила премию «Эмми» в категории «Лучшая ведущая ток-шоу» в 2011 году. Как актриса, она снялась в мыльной опере «Все мои дети» с 1990 по 2001, а также в сыграла главную роль в ситкоме «Королева экрана» в 2003—2006 годах.
В 2012 году журнал The Hollywood Reporter назвал Келли Рипу «Одной из самых влиятельных персон в медиа-бизнесе».

## Личная жизнь
В 1995 году на съёмках мыльной оперы «Все мои дети» Рипа познакомилась с актёром Марком Консуэлосом. Они поженились 1 мая 1996 года. У супругов трое детей: Майкл Джозеф Консуэлос (род. 2 июня 1997), Лола Грейс Консуэлос (род. 16 июня 2001) и Хоакин Антонио Консуэлос (род. 24 февраля 2003).

## Фильмография
| Год             | Название на русском                        | Название на английском                         | Роль                              | Примечания |
| --------------- | ------------------------------------------ | ---------------------------------------------- | --------------------------------- | --- |
| 1996            | Комната Марвина                            | Marvin’s Room                                  | Корал                             | |
| 1999            | Дублер                                     | The Stand-In                                   | Дженнифер                         | |
| 1990-2002, 2010 | Все мои дети                               | All My Children                                | Хейли Воган                       | Премия «Дайджеста мыльных опер» лучшей молодой актрисе (1996, 2000) Номинация — Дневная премия «Эмми» лучшей молодой актрисе в драматическом сериале (1993) Номинация — Дневная премия «Эмми» лучшей актрисе второго плана в драматическом сериале (1996, 2002) Номинация — Премия «Дайджеста мыльных опер» лучшей молодой актрисе (1993-94) |
| 2001            | Кого-нибудь любить                         | Someone to Love                                | Мишель                            | Пилот |
| 2001-н. в.      |                                            | Live! with Kelly …                             | Ведущая                           | Дневная премия «Эмми» лучшему ведущему ток-шоу (2011—2012) Дневная премия «Эмми» за лучшее ток-шоу (2012) Номинация — Дневная премия «Эмми» лучшему ведущему ток-шоу (2002—2006, 2008—2010) |
| 2002            | Эд                                         | Ed                                             | Дженнифер Брэдли                  | 4 эпизода |
| 2002            | Гриффины                                   | Family Guy                                     | Келли Рипа                        | 1 эпизод |
| 2003            | Бэтмен: Тайна Бэтвумен                     | Batman: Mystery of the Batwoman                | Доктор Роксана «Рокси» Баллантайн | Озвучивание |
| 2003            | Saturday Night Live                        | Saturday Night Live                            | камео                             | приглашённая ведущая |
| 2003-2006       | Королева экрана                            | Hope & Faith                                   | Фейт Фейрфилд                     | 73 эпизода |
| 2008            | Мухнём на Луну                             | Fly Me to the Moon                             | мать Нэта                         | озвучивание |
| 2008            | Дельго                                     | Delgo                                          | Керрин                            | озвучивание |
| 2001-2009       |                                            | Disney Parks Christmas Day Parade              | ведущая                           | Дневная премия «Эмми» за лучшую специальную программу (2006) Номинация — Дневная премия «Эмми» за лучшую специальную программу (2005, 2007—2009) |
| 2009            | Схватка                                    | Damages                                        | камео                             | 1 эпизод |
| 2009            | Братья и сёстры                            | Brothers & Sisters                             | камео                             | 1 эпизод |
| 2011            | Ханна Монтана                              | Hannah Montanas                                | камео                             | Эпизод «I Am Mamaw, Hear Me Roar!» |
| 2011            | Студия 30                                  | 30 Rock                                        | камео                             | 2 эпизода |
| 2014            | Брод Сити                                  | Broad City                                     | камео                             | 1 эпизод |
| 2018-2019       | Американская домохозяйка                   | American Housewife                             | Уитни                             | 4 эпизода |
| 2019            | Ривердейл                                  | Riverdale                                      | мисс Малрэй                       | Эпизод «Chapter Forty-Six: The Red Dahlia» |
| 2020            | Мучо Мучо Амор: Легенда о Вальтере Меркадо | Mucho Mucho Amor: The Legend of Walter Mercado | камео                             | |